# Mona Fastvold
Mona Fastvold, née le 7 mars 1981, est une cinéaste et actrice norvégienne basée à Brooklyn, New York.

## Biographie
Le premier long métrage de Mona Fastvold en tant que réalisatrice est The Sleepwalker (en) (2014) présenté au Festival de Sundance. Elle réalise des clips pour plusieurs musiciens, notamment son ex-mari, Sondre Lerche.
Fastvold co-écrit le scénario de L'Enfance d'un chef et l'histoire de Vox Lux avec Brady Corbet, réalisateur de ces deux films.
Mona Fastvold a un rôle mineur dans Un hiver à Central Park (The Other Woman).
En 2020, Fastvold réalise une adaptation de l'histoire courte The World to Come de Jim Shepard (en) dans un film du même nom, mettant en vedette Katherine Waterston et Vanessa Kirby.

## Vie privée
Elle épouse le musicien norvégien Sondre Lerche en 2005 dont elle divorce en 2013,.
Elle est en couple avec l'acteur et réalisateur Brady Corbet depuis la production de son film The Sleepwalker (2014). Le couple a une fille en 2014,.

## Filmographie

### Comme actrice

#### Télévision
- 1997 :  Asylet (série télévisée) : Gry
- 1998 :  Nini (série télévisée) : Vibecke
- 1999 :  Smoroyet (série télévisée)
- 2006 : Hotel Caesar (série télévisée) : Daphne Flaa
- 2020 : Homemade (mini-série télévisée), épisode 12 réalisé par Antonio Campos

#### Cinéma
- 2003 : Capo Nord de Carlo Luglio
- 2008 : Fault Lines de Kate Barker-Froyland (court métrage) : Helen
- 2009 : Un hiver à Central Park (Love and Other Impossible Pursuits) de Don Roos : Sonia
- 2009 : Snapshots de Kate Barker-Froyland et Andres Rosende (court métrage) : Eve (créditée Mona Lerche)
- 2011 : Match de Kate Barker-Froyland (court métrage) : Jacqueline (crédite Mona Lerche)
- 2013 : Critical Mass de Luke Langsdale (court métrage) : Hillary
- 2013 : The Thing Is d'Antonia Grilikhes-Lasky (court métrage) : Rachel
- 2018 : Vox Lux de Brady Corbet

### Comme réalisatrice
- 2014 : The Sleepwalker (en)
- 2020 : The World to Come
- 2023 : The Crowded Room (mini-série télévisée), épisodes 6, 9 et 10
- 2025 : La Rivière des disparues (Long Bright River) (série télévisée), épisode 4 Blind Spot
- 2025 : The Testament of Ann Lee

### Comme scénariste
- 2014 : The Sleepwalker (en)  d'elle-même
- 2015 : L'Enfance d'un chef (The Childhood of a Leader) de Brady Corbet
- 2018 : Vox Lux  de Brady Corbet
- 2019 : Nevada (The Mustang) de Laure de Clermont-Tonnerre
- 2020 : Homemade (mini-série télévisée), épisode 12 réalisé par Antonio Campos
- 2024 : The Brutalist de Brady Corbet
- 2025 : The Testament of Ann Lee d'elle-même

## Distinctions

### Nominations
- Golden Globes 2025 : Meilleur scénario pour The Brutalist
- Oscars 2025 : Meilleur scénario original pour The Brutalist